# LCT 7074

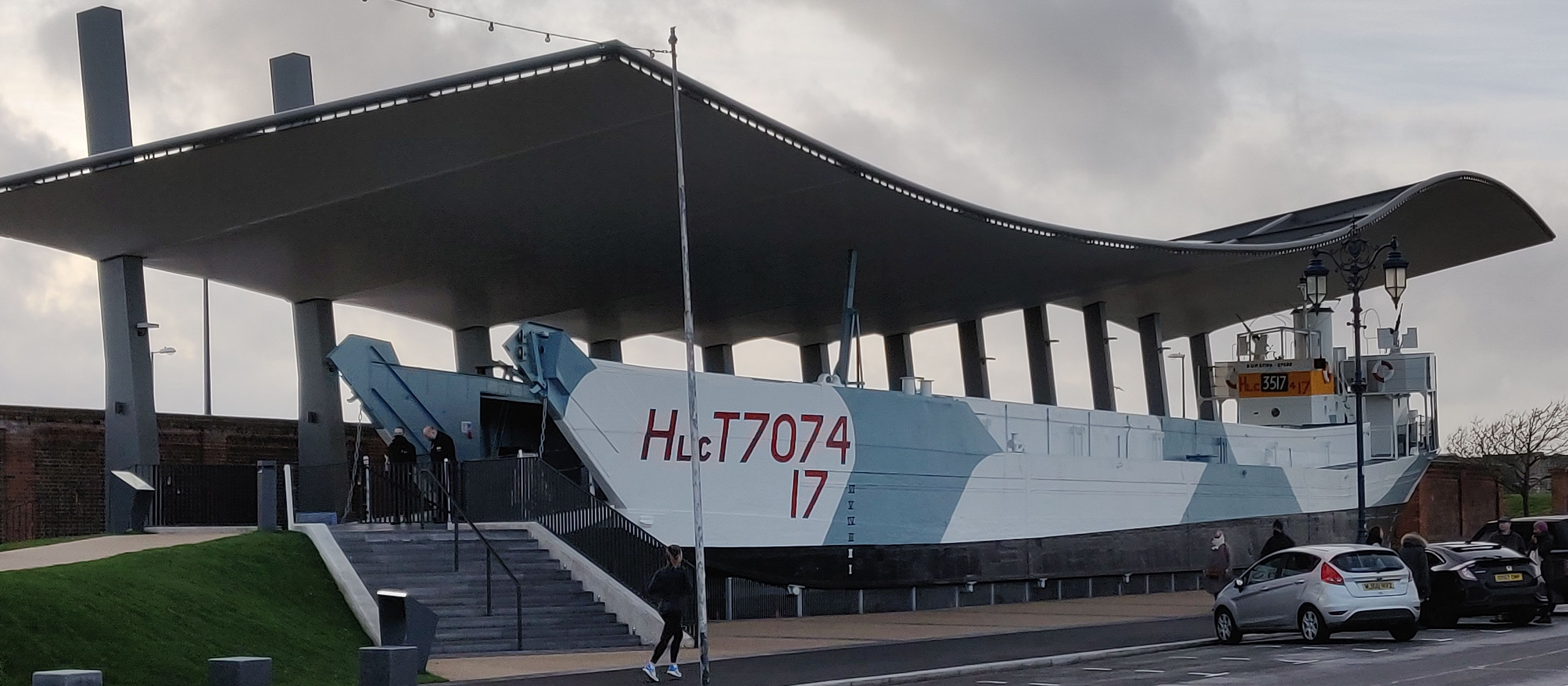
LCT 7074 kann heute als Museumsschiff in Southsea besichtigt werden (2020).

LCT 7074 ist ein britisches Landungsschiff aus dem Zweiten Weltkrieg, das am D-Day, also am 6. Juni 1944, Teil der alliierten Landungsflotte in der Normandie war. Es ist heute ein Museumsschiff und das einzige noch erhaltene britische Landungsschiff, das an dieser bedeutenden Operation beteiligt war. Es kann im Rahmen der Ausstellung The D-Day Story in der südenglischen Hafenstadt Southsea besichtigt werden.

## Geschichte
Amphibische Angriffsschiffe waren ein unverzichtbarer Bestandteil für den Erfolg der unter dem Decknamen Operation Overlord am 6. Juni 1944 durchgeführten alliierten Landung in der Normandie. Die etwas kleineren Typen namens Landing Craft Tank (LCT) dienten zum Transport von bis zu vier Panzern (englisch Tanks), konnten aber auch Radfahrzeuge, Truppen oder Nachschubgüter transportieren.

Britische LCTs landen am Küstenabschnitt Gold Beach (6. Juni 1944). Im Vordergrund ein Universal Carrier, eine Tankette.

Von den etwa 800 Landungsschiffen dieses Typs, die die Royal Navy einsetzte, ist nur ein einziges erhalten geblieben. Dabei handelt es sich um das Exemplar mit der Bezeichnung LCT 7074. Es war 1944 vom britischen Schiffbauunternehmen Hawthorn Leslie in Hebburn in Nordostengland gebaut worden. Am D-Day war es Teil der Operation Neptune, also des Sturmangriffs auf die deutschen Befestigungen in der Normandie, dessen Ziel es war, dort einen Brückenkopf zu etablieren. Dabei trug es zehn Panzer an den britischen Landungsabschnitt Gold Beach nahe Longues-sur-Mer im französischen Département Calvados.
Nach dem Krieg, im Jahr 1948, wurde es außer Dienst gestellt und einige Jahre lang vom Master Mariners’ Club in Liverpool als Clubschiff unter dem Namen Landfall genutzt. In den 1960er und 1970er Jahren war es ein schwimmender Nachtclub, bevor es Ende der 1990er Jahre vom Warship Preservation Trust (WPT) übernommen wurde, der es für die Nachwelt erhalten wollte. Kurz nach dessen Auflösung im Jahr 2008 sank das im Hafen von Birkenhead liegende Schiff. Erst im Oktober 2014 wurde es gehoben und zur Restaurierung auf dem Seeweg nach Portsmouth gebracht.
Seit August 2020 kann das nun wieder hergestellte LCT 7074 von Ausstellungsbesuchern über die offene Bugklappe betreten und einschließlich Ladedeck, Steuerhaus, Offiziersquartier und Kombüse besichtigt werden.